# Krokflugen
Krokflugen är en sjö i Ovanåkers kommun i Hälsingland och ingår i Ljusnans huvudavrinningsområde. Sjön har en area på 0,0635 kvadratkilometer och ligger 254,3 meter över havet. Sjön avvattnas av vattendraget Öjungsån.

## Delavrinningsområde
Krokflugen ingår i det delavrinningsområde (683091-148141) som SMHI kallar för Utloppet av Krokflugen. Medelhöjden är 259 meter över havet och ytan är 0,5 kvadratkilometer. Räknas de 8 avrinningsområdena uppströms in blir den ackumulerade arean 72,05 kvadratkilometer. Öjungsån som avvattnar avrinningsområdet har biflödesordning 4, vilket innebär att vattnet flödar genom totalt 4 vattendrag innan det når havet efter 160 kilometer. Avrinningsområdet består mestadels av skog (87 procent). Avrinningsområdet har 0,06 kvadratkilometer vattenytor vilket ger det en sjöprocent på 12,8 procent.